# Gheorghe A. Cuza

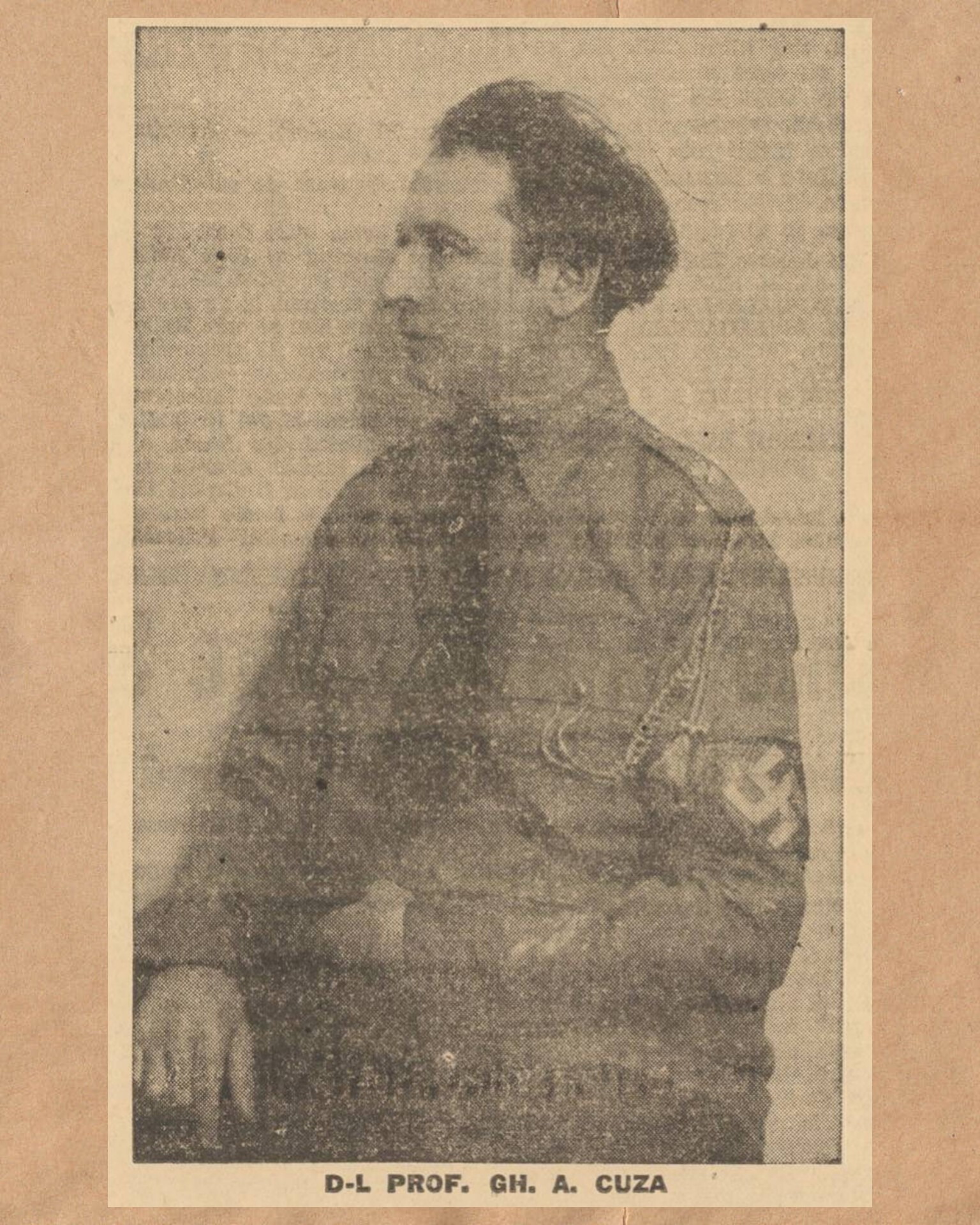
Gheorghe A. Cuza purtând ceea ce pare a fi o uniformă a Partidului Național Creștin (1935–1938)

Gheorghe A. Cuza (n. 23 februarie 1896, Iași – d. 14 septembrie 1950, Aiud) a fost un jurist specializat în drept roman, politician naționalist, fascist și antisemit, poet și publicist român, fiul profesorului Alexandru C. Cuza, președintele organizațiilor fasciste și antisemite Liga Apărării Național-Creștine (1923–1935) și Partidul Național Creștin (1935–1938).

## Biografie
Născut la Iași, a urmat studii secundare la Liceul Internat și Liceul Național din Iași, apoi studii superioare la Facultatea de Drept a Universității „Al. I. Cuza” din Iași, pe care le-a încheiat în 1921 cu titlul de doctor în drept.
După absolvirea facultății a lucrat ca avocat în Baroul Iași (1919–1922), apoi a fost cadru 
didactic la Facultatea de Drept a Universității din Iași: profesor suplinitor (16 ianuarie 1922 – 4 iulie 1929), docent, conferențiar definitiv (4 iulie 1929 – 3 decembrie 1931), profesor agregat (3 decembrie 1931 – 1936) și profesor titular (1936–1945) la catedra de Drept roman. A publicat câteva studii și lucrări de drept roman, mai multe broșuri naționaliste și antisemite, câteva volume de poezii (printre care Amurg, 1938) și o piesă de teatru (Armașul lui Ștefan cel Mare, 1943). A fost căsătorit cu Maria Flondor, fiica adoptivă a lui Iancu Flondor, decedată în martie 1942.
A urmat linia politică naționalistă a tatălui său, fiind membru în Liga Apărării Național-Creștine și deputat în Parlamentul României (1931–1932, 1932–1933, 1933–1936), director la ziarul „Apărarea Națională” (1932) și secretar general al Partidului Național Creștin (din iulie 1935). A făcut parte ca ministru al muncii (29 decembrie 1937 – 10 februarie 1938) în guvernul Octavian Goga, (guvernul Goga-Cuza). S-a remarcat în scurta perioadă cât a fost ministru prin elaborarea unor decizii cu caracter xenofob și rasist. Astfel, toți funcționarii de origine etnică ne-română din administrațiile publice au fost eliminați și înlocuiți cu funcționari români, iar medicii și avocații evrei atașați ministerelor au fost revocați.
Epurat din învățământ, a fost judecat în lotul nr. 8 de „criminali de război”, alături de Ion Victor Vojen (fost ambasador la Roma), generalul Platon Chirnoagă (fost atașat militar la Berlin), Sergiu Vlad Cristi (fost primar al Chișinăului), mitropolitul Visarion Puiu, profesorul Ion Sângeorgiu și ziariștii Alex. Cuzin, Vintilă Horia și Horia Stamatu, și condamnat prin hotărârea nr. 11 din 21 februarie 1946 a Tribunalului Poporului București la 20 de ani „detenție riguroasă”. A fost deținut la închisoarea Aiud, unde a murit de tuberculoză pulmonară în 14 septembrie 1950.

## Distincții
- Ordinul Meritul Cultural în gradul de Cavaler cl. II, pentru litere (23 septembrie 1942)[5]

## Scrieri

### Lucrări juridice
- Cercetări asupra chestiunii fideicomiselor în dreptul roman (1922)
- Noi cercetări asupra chestiunii fideicomiselor în dreptul roman (1924)
- Organizația judiciară extraordinară în Imperiul Roman. Noile teorii în materie (1936)

### Poezii
- Amurg (Cuget moldovenesc, Iași, 1938) – sonete
- Sonete (Iași, 1940)
- Vifor subt stele (București, 1943)

### Însemnări
- Bugeacul (Iași, 1941)

### Piesă de teatru
- Armașul lui Ștefan cel Mare (1943)